# Bison de North Dakota State
Le Bison de North Dakota State (en anglais : North Dakota State Bison) est un club omnisports universitaire de l'université d'État du Dakota du Nord, située à Fargo dans le Dakota du Nord aux États-Unis. Les équipes participent aux compétitions universitaires organisées par la National Collegiate Athletic Association.